# 玛乔丽·泰勒·格林
玛乔丽·泰勒·格林（英語：Marjorie Taylor Greene，1974年5月21日—）是美国政客、商人以及阴谋论者支持者，是乔治亚州第十四国会选区的现任美国众议员。格林的政治立场被认为是右翼，她曾在Facebook视频中表达了对右翼阴谋论匿名者Q的支持。

## 早年生活
格林于1974年5月27日出生于乔治亚州的米利奇维尔。她毕业于乔治亚州卡明的南福赛斯高中和乔治亚大学，获得工商管理学士学位。格林创立、发展并后来出售了美国顶尖的混合健身健身馆之一。

## 美国众议院

### 选举

#### 2020年大选
格林于2020年开始竞选乔治亚州第六国会选区的议员，但在现任议员汤姆·格拉维斯宣布不再竞选连任后，她将竞选活动转移到了第十四选区。她竞选的口号是“拯救美国，停止社会主义”（Save America, Stop Socialism）。在初选前几天，Facebook以违反其条款为由删除了格林的上传的一段视频。在视频中，她手持一把AR-15型步枪，警告“安提法恐怖分子”要“远离乔治亚西北部”。
格林在共和党初选中排名第一，在党内决选中与约翰·科恩对决。8月11日，格林击败了科恩，赢得了提名。格林被认为是赢得大选席位的压倒性热门人选，因为第十四选区通常都是共和党人的稳定票仓。第十四选区的库克党派投票指数为R+27，在全美排名第十，在东部时区排名第三。在乔治亚州的国会选区中，只有邻近的第九选区更具共和党色彩。2016年唐纳德·特朗普在第十四选区赢得以75%的得票率，这是他在全美第八强的表现。在格林决选获胜后的第二天，特朗普在推特上表示支持她，形容格林是一个“共和党未来之星”，“在每件事上都很坚强，从不放弃——一个真正的赢家！” 
格林最初预计将面对民主党IT专家凯文·范·奥斯达尔，但他在2020年9月11日退出了竞选，这使得格林在大选中没有对手。该选区的共和党人非常多，如果奥斯达尔继续竞选，他将面临几乎不可能的胜算。自2012年选举以来，没有民主党人在十四选区赢得超过30%的选票。
在大选中，格林以74%的得票率获胜。奥斯达尔的名字仍然留在选票上，他获得了25%的选票。格林成为第二位在众议院代表乔治亚州的共和党女性。第一位是凯伦·汉德尔，她在2017年特别选举中当选为第六选区国会议员，但在2018年的完整任期选举中被击败。因此，格林成为第一位在乔治亚州国会选区当选完整任期的共和党女性。

### 任期

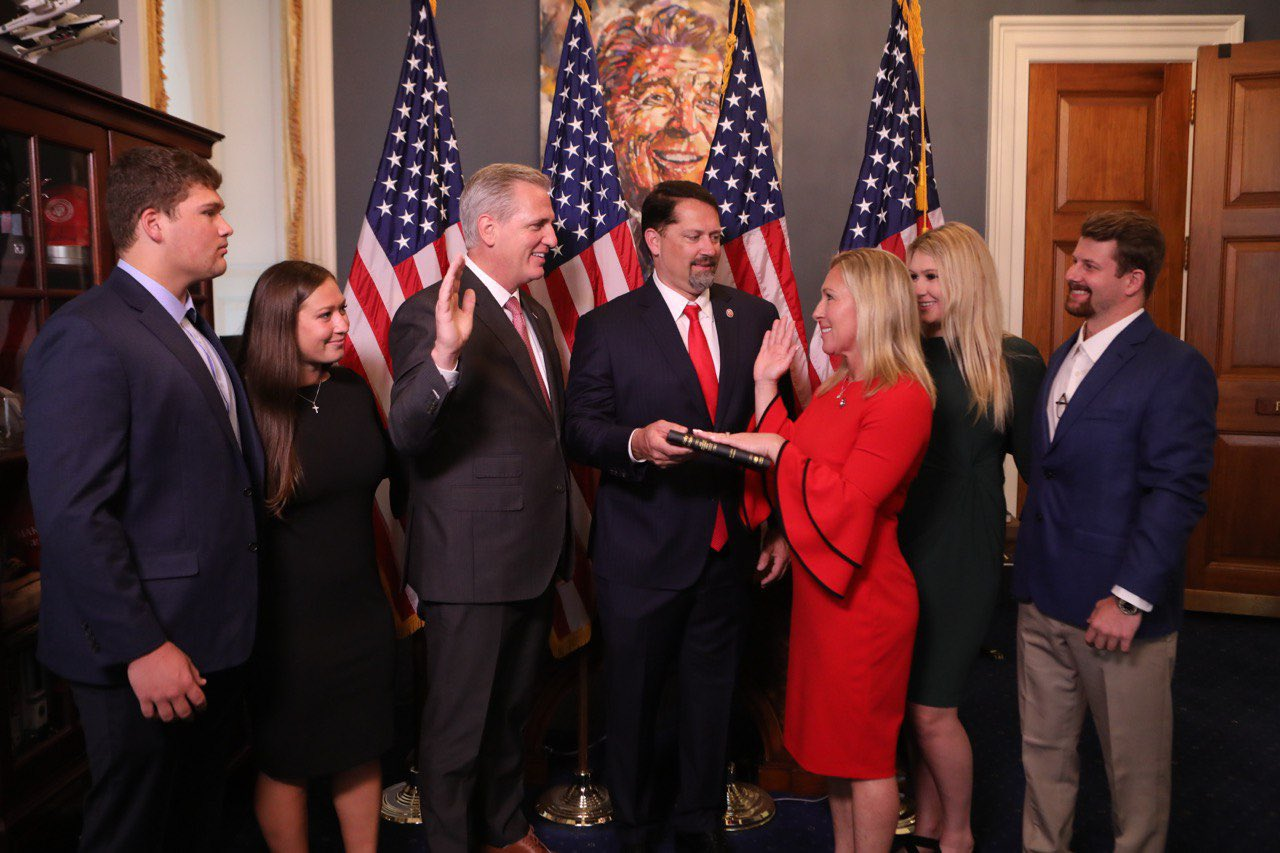
格林由少数党领袖凯文·麦卡锡宣誓就职

在格林上任的第一天，她戴着一个口罩站在众议院内，上面写着“特朗普赢了”（Trump Won）。在计票过程中，格林提出了反对计统计密歇根州的选票。然而，反对意见没有参议院的一名成员签署，因此无效。
为了回应2021年1月6日国会大厦遭冲击事件，格林呼吁结束暴力，支持特朗普总统。暴乱期间，她在原地避难时拒绝戴口罩，在罢免总统的辩论中，她在推特上写道，“民主党人必须为他们的言论引发的政治暴力负责。”这促使民主党众议员杰森·克劳称她为“道德败坏”、“堕落”和“坦率地说很危险”。
2021年1月21日，也就是乔·拜登就职的第二天，格林提交了弹劾拜登的文件，指控拜登滥用职权。在接受Newsmax记者格雷格·凯利采访时，她指责拜登“愿意滥用总统办公室的权力，很容易被外国政府、外国能源公司，包括中国能源公司和乌克兰能源公司收买。”
2021年1月27日，加州民主党众议员吉米·戈麥斯宣布他起草了一份决议，意图将格林驱逐出众议院，此前有报道称格林曾在网上呼吁对民主党人施暴。马萨诸塞州众议员傑克·奧金克羅斯也呼吁格林辞职或被驱逐，因为她威胁要对其他议员施暴。1月28日，格林威胁众议院民主党议员的事件曝光，议长南希·佩洛西谈到“众议院内的敌人”以及加强安全措施的必要性，似乎暗指格林和劳伦·博伯特等其他共和党议员想把枪带到众议院。佩洛西还批评众议院共和党领导层在格林质疑全美各地致命校园枪击案的真实性后，仍将格林安排到教育委员会。
2021年2月4日美国国会众议院以230票赞成、199票反对的投票结果通过了解除格林在众议院教育和劳工委员会以及预算委员会的职务。其中有11名共和党人选择与民主党人一起投票支持这项决议。

### 核心小组成员
- 自由核心小组[32]（2023年7月之前）

## 政治立场
在2020年共和党初选决选获胜后，格林在推特上宣称“共和党建制派、媒体和激进左翼分子花了数月时间和数百万美元攻击她”。她说她打算继续“把共和党拉向右翼”。

### 堕胎
格林支持将堕胎定为犯罪。在2020年8月接受福克斯新闻采访时，她说她在反堕胎等问题上进行了宣传。她支持取消对计划生育的资助。

### 枪支
格林于2020年9月在乔治亚州灵戈尔德参加了支持第二修正案的集会。在集会上，她说她将永远保护枪支拥有者的权利，不会投票赞成任何使人们更难拥有枪支的法律。在她2020年的竞选活动中，她说她将赠送一支AR-15型步枪。

### 保健
2020年7月，格林在推特上说“儿童不应戴口罩”，拒绝了疾病控制与预防中心和其他公共卫生专业人士的建议。她形容美国国会大厦为应对COVID-19大流行而实施的限制，包括要求戴口罩，是“民主党人的专横控制”。她反对任何形式的强制戴口罩、强制接种疫苗或封锁以应对大流行。她在推特上形容戴口罩是“压迫性的”，这引起了NIAID所长安东尼·福奇的回应，他形容格林的立场是“令人不安的”。

### 种族和宗教
格林反对黑人的命很重要运动，并将其描述为一个“激进的马克思主义”团体。在一段视频中，她将BLM活动人士与2017年8月在弗吉尼亚州夏洛茨维尔举行的团结右翼集会上的白人民族主义参与者进行了比较。
在Politico获得的一份录音中，格林说“任何信奉伊斯兰教法的穆斯林都不属于（美国）政府。”她认为，美国黑人“是民主党的奴隶”。她对黑人、穆斯林和犹太人的评论遭到共和党众议院领袖、共和党竞选部门负责人和共和党犹太人联盟的谴责。

### 国家分裂
格林认为紅州與藍州应该分裂，其中红州应该褫夺蓝州移居者的公民权五年。

## 支持阴谋论
格林支持极右翼的匿名者Q阴谋论，在2017年Facebook上发布的视频中说，这些理论“值得一听”。她在视频中说，“有一个千载难逢的机会，可以把这个崇拜撒旦的恋童癖的全球阴谋集团赶出去，我认为我们有总统来做这件事。”她为现已倒闭的阴谋论网站“美国真相寻求者”（American Truth Seekers）写了57篇文章，其中一篇将民主党与儿童性、撒旦主义和神秘主义联系起来。当格林在2020年参选众议员时，她远离阴谋论，拒绝了“匿名者Q候选人”的标签。
2017年在Facebook上发布的视频中，格林对2017年拉斯维加斯枪击案的肇事者的单独行动表示怀疑。她还称犹太商人和大屠杀幸存者乔治·索罗斯是纳粹。格林表示，2018年中期选举中伊尔汗·奥马尔和拉希达·特莱布当选国会议员是“伊斯兰入侵我们政府”的一部分。
2018年，格林表示支持一种阴谋论，即9·11恐怖袭击期间，一架飞机并没有撞上五角大楼，她说“奇怪的是，五角大楼从来没有任何证据显示有飞机”，而实际上有视频证据。她后来在推特上承认9·11阴谋论“不正确”。
在2020年选举的第一轮投票之后，Politico重新发布了格林发表的视频，在视频中她表达了种族主义、反犹太主义和仇视伊斯兰教的观点。格林在视频中对偏执和匿名者Q阴谋论的支持遭到包括共和党众议员凯文·麦卡锡和史蒂夫·斯卡利斯的谴责。

## 争议事件

### 發布懷疑煽動暴力對待民主黨政要的圖片
2020年9月3日，格林在她的Facebook页面上分享了一張圖片，她手持一把AR-15型步枪，旁边是民主党众议员亚历山德里娅·奥卡西奥-科尔特斯、伊尔汗·奥马尔和拉希达·特莱布的照片拼贴。格林声称，现在是共和党人“对这些想把我们国家撕裂的社会主义者进行攻击的时候了”。众议院议长南希·佩洛西谴责这一圖片是“危险的暴力威胁”，奥马尔在声称这一圖片已经引发死亡威胁后，要求删除圖片。在回答《福布斯》关于圖片是否构成威胁的问题时，格林竞选团队的一位发言人称这一建议“偏执且荒谬”，是一种“阴谋论”。Facebook第二天删除了这一圖片，因为它违反了关于煽动暴力的政策，促使格林声称民主党“在我宣誓就职之前就想将我‘取消’”。

### 散播校園槍擊案陰謀論和騷擾槍擊案生還者
有媒體在2021年1月翻出格林先後在Facebook上發表了關於校園槍擊案的文章和回應，她認為2012年桑迪胡克小學槍擊案及2018年佛羅里達校園槍擊案都是反槍支人士所策劃的假旗行動，旨在將責任歸咎於持械法。在另一個2018年的發文中格林又寫道「我聽說南希·佩洛西在一個月內多次告訴比爾·克林頓說：『我們需要另一宗槍擊案』說服大眾要求更嚴格的槍械管制方案。」
槍擊暴力事件中的生還者包括弗雷德·古滕伯格、戴维·霍格和卡梅伦·卡斯基等人譴責格林的發言並要求她主動從眾議院辭職。其中霍格是佛羅里達校園槍擊案的生還者，自該事件起成為了遊說加強監管槍支的活躍分子，格林在社交媒體上稱呼他為「小希特拉（#littleHitler）」。格林在2019年3月發布過一段影片拍攝她在街道上尾隨霍格並不斷發言挑逗，指責他利用其它小孩子達成個人慾望，霍格全程對格林不理不睬。當格林停止跟隨霍格後對著鏡頭說霍格是一名膽小鬼，並指控他獲得金融家喬治·索羅斯金錢支助，霍格事後在接受新聞訪問中否認有收受索羅斯的錢財。
有記者於2021年1月27日在市政廳向格林提問，關於她騷擾霍格的影片時有人威脅要報警逮捕該記者。
當格林對校園槍擊的發言和騷擾霍格的情報被翻出後，民主黨眾議員贾哈娜·海耶斯向共和黨黨魁要求不要安排格林出任教育委員會。

### 散播外太空裝置製造山火陰謀論
2018年11月，格林的Facebook賬號分享了關於加利福尼亞州營溪大火的陰謀論，發文指這場破當地紀錄的山火災害是由時任加州州長謝利·布朗、太平洋瓦電公司、羅斯柴爾德集團和太空太陽能發電新興企業Solaren聯手策劃、利用「外太空太陽能發電機」人為引發的，目的是將特定區域燒盡給相關企業騰出空地發展。陰謀論經常將羅斯柴爾德家族描述成「猶太裔國際金融黑幕」，其言論被指具有反猶太主義而帶有歧視成分。格林的發文並沒有直接提及「猶太」，但於2021年1月不少媒體報導這發文時都以「猶太太空激光」來調侃格林。佛羅里達校園槍擊案死者父親弗雷德·古滕伯格回應這報導時指，他不覺得格林是在開玩笑，「她否認了我的女兒在槍擊案中被殺（...）但因為我的姓氏是古滕伯格，因為我是猶太人，她認為我對樹林發射了激光引致山火。」
Solaren於2021年1月發表聲明澄清，其太空太陽能技術並不涉及以激光將光學頻譜中的可見光從太空向地球發射，所以不可能存在格林發文中指導致山火的「藍色光線」，其系統亦沒有利用激光傳送能量。至於Solaren與太平洋瓦電公司的合約到2015年已經終止，而直至2021年Solaren都沒有發射任何人造衛星上太空。

### 被Twitter永久封鎖個人帳戶（已解封[69]）
2022年1月1日，格林在Twitter發言，指美國出現不尋常地大量的疫苗相關死亡個案。其後，Twitter便以言論違反平台關於疫苗資訊正確性為由，宣布永久封鎖格林的個人帳戶，而Twitter平台稱曾4度因疫苗假資訊向格林發出警告。格林事後在另一社交通訊軟件Telegram發出聲明，強調社交平台不能阻止真相傳播，批評Twitter幫助在「共產革命」（Communist revolution）的匿名敵人，Twitter的決定證明公司是「美國敵人」（a enemy to America）。

## 个人生活
自2002年以来，格林和她的丈夫佩里共同拥有泰勒商业公司（Taylor Commercial），这是一家位于乔治亚州阿尔法勒特的建筑公司。她长期居住在阿尔法勒特，这里属于第六选区。虽然众议院议员只需居住在他们所代表的州，但格林在考虑竞选第十四选区后不久表示，当她确定下来在那里竞选后，她打算搬到那一地区。她随后在第十四选区的保尔丁县附近买了一套房子。在她宣誓就职时，已经搬到了同在第十四选区的罗马。

## 外部連結
- 官方网站 （英文）
- 玛乔丽·泰勒·格林的Gab帳戶 （页面存档备份，存于） （英文）
- 玛乔丽·泰勒·格林的X（前Twitter）  （英文）
- 玛乔丽·泰勒·格林的Facebook專頁  （英文）
- 玛乔丽·泰勒·格林在互联网电影资料库（IMDb）上的資料（英文）
- C-SPAN內的頁面（英文）